# Acanthocarpus (plant)
Acanthocarpus is een geslacht uit de aspergefamilie (Asparagaceae). De soorten uit het geslacht zijn endemisch in West-Australië.

## Soorten
- Acanthocarpus canaliculatus  A.S.George
- Acanthocarpus humilis A.S.George
- Acanthocarpus parviflorus A.S.George
- Acanthocarpus preissii Lehm.
- Acanthocarpus robustus A.S.George
- Acanthocarpus rupestris A.S.George
- Acanthocarpus verticillatus A.S.George